# Museo di scienze naturali Bernardino Rivadavia
Il Museo di Scienze Naturali Bernardino Rivadavia (in spagnolo: Museo Argentino de Ciencias Naturales Bernardino Rivadavia), acronimo MACN, è un museo pubblico situato nel Parco del Centenario, nel barrio di Caballito della capitale argentina Buenos Aires. 

## Storia
Il museo fu concepito da Bernardino Rivadavia, il quale ne propose l'istituzione nel 1812 durante il governo della Prima Giunta. Tuttavia la guerra per l'indipendenza dall'Impero spagnolo bloccò il progetto di Rivadavia fino al 1823, quando egli promosse la costruzione di un edificio per il museo come membro del gabinetto del governatore Martín Rodríguez.
Il museo originale fu aperto nel 1826 e fu ospitato all'interno del convento di San Domenico, che era stato messo a disposizione per ospitare il museo. Rivadavia supervisionò da vicino la costruzione, la prima del suo genere in Sud America, e nominò il botanico argentino italiano Carlos Ferraris come primo direttore. Ricevendo in dono materiali e attrezzature dal ministro presbiteriano Bartolomé Muñoz nel 1813, il museo iniziò con una collezione di 800 animali e 1500 minerali. Rivadavia incaricò l'astronomo italiano Ottaviano Fabrizio Mossotti di installare un osservatorio.
Nel 1937 il museo fu trasferito nella sede attuale ed inaugurato dal presidente Agustín Pedro Justo.